# Bienvenue Bojani
Pour les articles homonymes, voir Bienvenue.
Bienvenue Bojani, née vers 1255 à Savogna di Cividale dans le Frioul en Italie et morte en 1292, est une bienheureuse catholique.

## Biographie
Toute petite, elle avait déjà une grande dévotion pour la Vierge Marie. 
Ensuite, ayant choisi de devenir tertiaire dominicaine, elle vécut de permanentes et difficiles mortifications, voulant imiter les souffrances du Christ, portant un cilice, une corde à même la peau qu'elle serrait fortement, s'injectant du vinaigre dans les yeux, malgré les mises en garde de ses confesseurs.
Tombée gravement malade, elle fit un pèlerinage sur la tombe de saint Dominique et en revint guérie. 
De nombreux miracles ont été attribués à Bienvenue, si bien que le Pape Clément XII la béatifia en 1763 en ratification du culte qui lui était rendu depuis longtemps.
Sa fête a été fixée au 30 octobre.

## Sources
- Le petit livre des saints - Rosa Giorgi - Larousse - 2006 - page 202  (ISBN 2-03-582665-9).
- La fleur des saints - Omer Englebert - 1980 - Albin Michel - Imprimatur du 26-12-1979  (ISBN 2-226-00906-X).